# Ernest Walton
Ernest Thomas Sinton Walton (1903-1995) là nhà vật lý người Ireland. Ông đoạt Giải Nobel Vật lý cùng với John Cockcroft nhờ tiên phong trong nghiên cứu biến tố hạt nhân bằng các hạt nguyên tử được gia tốc nhân tạo.

## Tiểu sử
Cha ông tên John Arthur Walton và là một bộ trưởng trong khi mẹ ông, Anna Elizabeth (Sinton) Walton, đến từ một gia đình Ulster lâu đời và họ sống trong một ngôi nhà tại Armagh hơn hai trăm năm. Bộ yêu cầu cha ông chuyển từ nơi này sang nơi khác vài năm một lần, và ông đã theo học tại các trường ở Banbridge và Cookstown. Walton được gửi đến học tại trường Cao đẳng Methodist của Belfast, nơi ông thể hiện năng khiếu của mình về khoa học và toán học. Vì thế, ông quyết định đăng ký học toán và khoa học thực nghiệm tại Trường Cao đẳng Trinity của Dublin vào năm 1922. Ông tốt nghiệp năm 1926 với bằng Cử nhân, năm 1928 với bằng Thạc sĩ khoa học tự nhiên và năm 1934 với bằng Thạc sĩ xã hội.